# Stephanopis ditissima
Stephanopis ditissima är en spindelart som först beskrevs av Hercule Nicolet 1849.  Stephanopis ditissima ingår i släktet Stephanopis och familjen krabbspindlar. Inga underarter finns listade i Catalogue of Life.